# Schöfflisdorf
Schöfflisdorf (gzu. Schöfflischtòòrf) – miejscowość i gmina (Politische Gemeinde) w północnej Szwajcarii, w kantonie Zurych, w okręgu (Bezirk) Dielsdorf.  

## Demografia
W Schöfflisdorfie mieszka 1361 osób. W 2021 roku 16,9% populacji gminy stanowiły osoby urodzone poza Szwajcarią.

## Transport
Przez teren gminy przebiega droga główna nr 17.